# Nguyễn Chiến
Nguyễn Chiến (tên thật là Nguyễn Văn Chiến, sinh ngày 23 tháng 1 năm 1963) là một luật sư và chính trị gia Việt Nam. Ông hiện là đại biểu quốc hội Việt Nam khóa XIV nhiệm kì 2016-2021, thuộc đoàn đại biểu quốc hội thành phố Hà Nội. Ông là Ủy viên Ủy ban Tư pháp của Quốc hội Việt Nam. Ông hiện là Phó Chủ tịch Liên đoàn Luật sư Việt Nam, Chủ nhiệm Đoàn Luật sư thành phố Hà Nội, Giám đốc Công ty Luật Nguyễn Chiến; Ủy viên Hội đồng phối hợp, phổ biến giáo dục pháp luật Trung ương. Ông là một trong 3 luật sư trúng cử đại biểu quốc hội Việt Nam khóa XIV.

## Thân thế
Nguyễn Văn Chiến, tên thường gọi Nguyễn Chiến, sinh ngày 23 tháng 1 năm 1963, quê quán ở thị trấn Phú Xuyên, huyện Phú Xuyên, TP Hà Nội.

## Giáo dục
- Cử nhân Luật Quốc tế

## Sự nghiệp
Ông gia nhập Đảng Cộng sản Việt Nam vào ngày 29 tháng 1 năm 2000.
Ông làm việc ở Đoàn Luật sư thành phố Hà Nội.

## Đại biểu Quốc hội khóa XIV nhiệm kì 2016-2021

### Ứng cử và trúng cử
Ngày 22 tháng 5 năm 2016, ông đã trúng cử đại biểu Quốc hội Việt Nam khóa XIV ở đơn vị bầu cử số 6 của thành phố Hà Nội, gồm các huyện Ứng Hòa, Mỹ Đức, Phú Xuyên, Thường Tín với tỉ lệ 56,19% số phiếu.

### Vụ nổi loạn của nông dân xã Đồng Tâm
Xã Đồng Tâm thuộc huyện Mỹ Đức, nằm trong đơn vị bầu cử số 6 đã bầu ông làm đại biểu quốc hội khóa XIV. Ông đã có một số phát biểu hữu ích nhưng không được báo chí đề cập đến. Hai người khác cùng được bầu làm đại biểu Quốc hội từ đơn vị bầu cử số 6 là Nguyễn Thị Lan và Trần Thị Quốc Khánh. Bà Nguyễn Thị Lan không có phát biểu gì. Còn bà Trần Thị Quốc Khánh thì cho biết vào ngày 21 tháng 4 năm 2017 rằng dân Đồng Tâm không liên lạc với bà dù bà đã công khai số điện thoại.
Ngày 23 tháng 5 năm 2017, trong thảo luận về Tờ trình về dự kiến Chương trình hoạt động giám sát của Quốc hội năm 2018, ông có nhấn mạnh cần quan tâm đến việc thực thi quy định pháp luật đất đai. Ông cho rằng nguyên nhân các "vụ việc nóng" xảy ra gần đây là vì bất cập trong giải quyết về đất đai nhưng chưa có chương trình giám sát.

### Dự thảo luật "luật sư tố giác thân chủ"
Vào ngày 24 tháng 5 năm 2017, trong buổi thảo luận ở hội trường quốc hội Việt Nam về sửa đổi Bộ luật hình sự, ông Nguyễn Văn Chiến đề nghị loại bỏ chủ thể luật sư ra khỏi điều luật "luật sư tố giác thân chủ", vì cho rằng quy định này làm đảo lộn giá trị nghề luật sư trong xã hội vì bản chất nghề luật sư là bào chữa, bảo vệ quyền và lợi ích hợp pháp của người dân.